# Sandor van Es
Sandor van Es (8 oktober 1970) is een Nederlands autocoureur en journalist. Hij werd in 2001 DTCC kampioen. In 2006 pakte hij de titel in de BRL V6 klasse.

## Carrière

### Karten
In 1983 begon Sandor met karten, hij deed mee met het Nederlands kampioenschap Formule A. In dit kampioenschap eindigde hij als tweede. In 1984 werd hij derde in dit kampioenschap. Hij werd Nederlands kampioen en Duits Winter kampioen Formule A in 1985. Hij ging naar de Formule Super A in 1989, hij werd hier kampioen. In totaal behaalde Sandor in zijn kart carrière meer dan 50 overwinningen.

### Tourwagens
Hij maakte zijn rentree in de autosport in 1994, hij ging racen in de Citroën AX GTI Cup. Hij behaalde 2 overwinningen op Circuit Park Zandvoort. Hij haalde een tweede plek in het algemeen klassement. In 1996 racete hij in de Citroën Saxo Cup. In het kampioenschap werd hij derde, hij won de Europese Citroën finales.

### Dutch Touring Car Championship
Sandor racete in het DTCC van 1997 tot en met 2002. In 1997 racete hij in een BMW 320i. Dit leverde hem één overwinning op en een tweede plek in het kampioenschap. Hij werd ook genomineerd voor Nationaal Coureur van het Jaar, deze prijs won hij uiteindelijk niet. Hij bleef races in de BMW in 1998. Ditmaal won hij drie races, waaronder de support race tijdens het Masters of Formula 3 evenement. Hij werd net als het voorgaande jaar tweede in het kampioenschap. In 1999 haalde Sandor geen overwinningen. Hij won wel de niet kampioenschaps race: de Zandvoort 500. Dit bracht hem op een negende plaats in het kampioenschap. Hij haalde vijf overwinningen in het jaar 2000. Hij werd weer tweede in het kampioenschap. 2001 bracht hem de titel waar hij lang voor gestreden heeft. Samen met het BMW Dealerteam haalde hij twee overwinningen en haalde zo het kampioenschap binnen.

### BRL V6
In 2005 maakte hij zijn rentree in het tourwagen racen, ditmaal in de BRL V6. Hij racete in zijn debuut jaar bij Collé Racing. Hij wist geen overwinningen te behalen maar was wel een vaste naam op het podium, dit bracht hem een vierde plek in het algemeen klassement. De titel was er voor Sandor in 2006 hij en zijn Collé team domineerde het seizoen. Op Circuit Zolder haalde hij een dubbelzege, teamgenoot Donald Molenaar werd beide keren tweede. In 2007 was er een tweestrijd tussen Sandor en zijn teamgenoot Donald. Ze wisten beiden diverse overwinningen te pakken. Tijdens de tweede race bij de Dutch Champ Car Grand Prix werd Sandor aangereden waardoor hij zijn rechter voorwiel ophanging brak. Hij besloot door te rijden om nog belangrijke punten voor het kampioenschap te kunnen pakken. Donald Molenaar won die race, achteraf werd Sandor gediskwalificeerd en mocht hij een week later in Zandvoort niet mee doen. Dit heeft hem het kampioenschap gekost. In 2008 reed hij weer in de BRL V6 voor Collé Racing.
 Circuit Park Zandvoort ·  TT Circuit Assen ·  Nürburgring ·  Circuit Zolder